# پت ونتز
پیتر لوئیس کینگستون ونتز سوم (انگلیسی: Peter Lewis Kingston Wentz III؛ متولد ۵ ژوئن ۱۹۷۹)، که با نام پیت ونتز (به انگلیسی: Pete Wentz) شناخته می‌شود نوازنده اهل آمریکا است که علت شهرت وی بودن بیسیست، اسکریمر و ترانه‌سرای گروه موسیقی راک فال اوت بوی است.
همسر وی اشلی سیمپسون (۲۰۰۸-۲۰۱۱) بوده‌است